# Église Saint-Luc des Grands-Champs
L'église Saint-Luc-des-Grands-Champs située rue de la Fraternité à Romainville dans le département de la Seine-Saint-Denis en région Île-de-France est une église affectée au culte catholique.

## Histoire

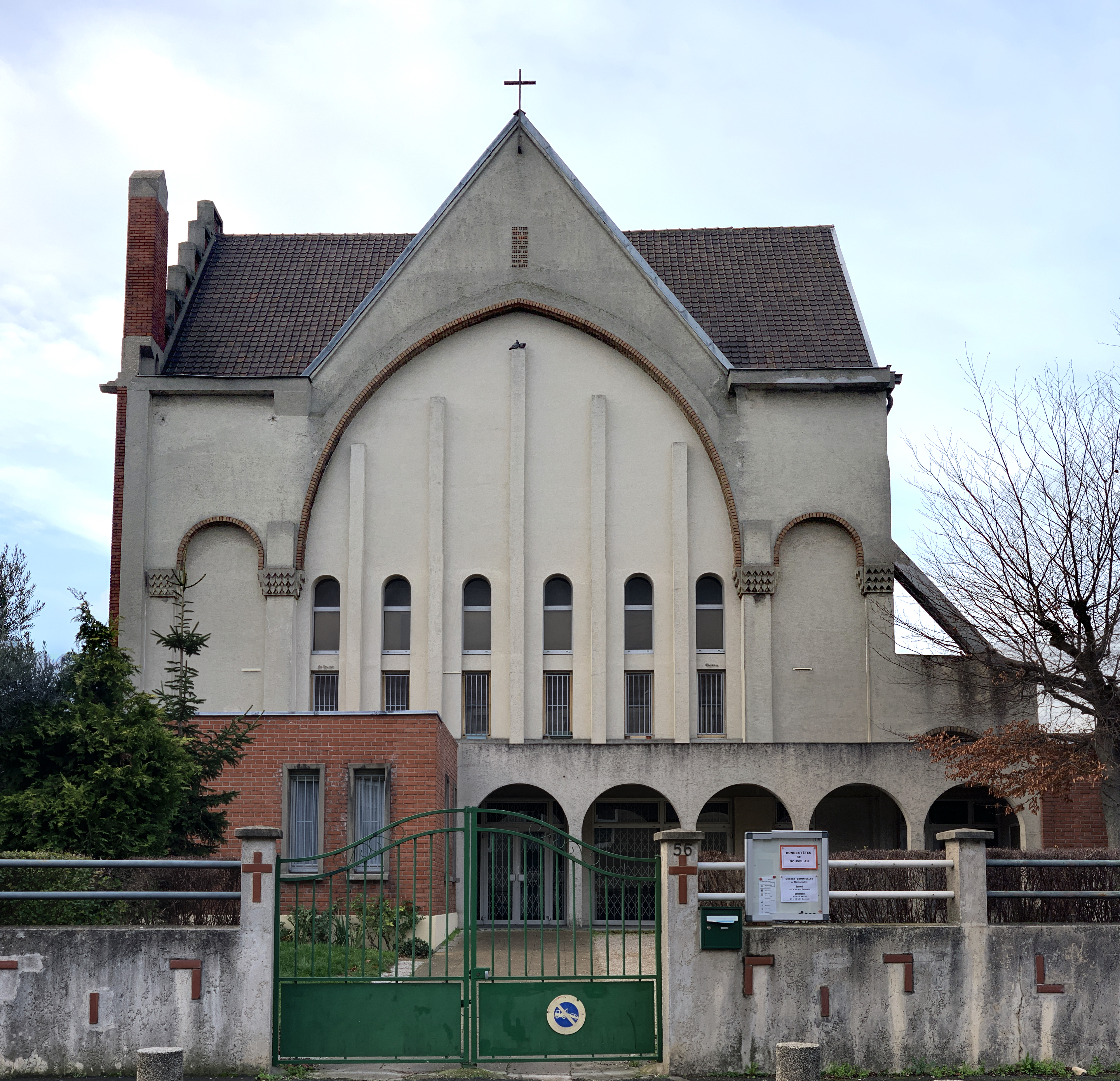
L'église en janvier 2021.

Dans les années 1930, l'afflux de population dans le quartier des Grands-Champs nécessite un nouveau lieu de culte, et cette église constitue l'une des premières réalisations de l'Œuvre des Chantiers du Cardinal dans le département de la Seine.
La construction de l'autoroute A3 amputera l'édifice de son chevet.

## Description
C'est un bâtiment aux façades en béton et parement de briques, dont le plan est fait d'une nef flanquée au sud d'un bas-côté étroit, et au nord d'un bas-côté double divisé par de grandes arcades reposant sur des piliers alternés.
Elle est ornée d'une statue du Sacré-Cœur réalisée par Hubert Yencesse.
Le bâtiment est inachevé: Une troisième travée et le clocher n'ont jamais été réalisés.